# Слекишино
Слекишино — деревня в Нюксенском районе Вологодской области. Расстояние до районного центра Нюксеницы по автодороге — 56 км, до центра муниципального образования Городищны по прямой — 16 км. Ближайшие населённые пункты — Дор, Суровцево, Брусноволовский Погост, Малая Горка, Костинская, Большая Горка, Низовки.

## Административное деление
Входит в состав Городищенского сельского поселения (с 1 января 2006 года по 8 апреля 2009 года входила в Брусноволовское сельское поселение), с точки зрения административно-территориального деления — в Брусноволовский сельсовет.

## Население
По переписи 2002 года население — 20 человек (11 мужчин, 9 женщин). Всё население — русские.